# Călătorie spre centrul Pământului (film TV din 2008)
Călătorie spre centrul Pământului (titlu original: Journey to the Center of the Earth) este un film american de televiziune din 2008 regizat de canadianul T. J. Scott. Rolurile principale au fost interpretate de actorii Ricky Schroder, Victoria Pratt și Peter Fonda. Este o adaptare vagă, pentru televiziune, a romanului O călătorie spre centrul Pământului scris de Jules Verne, roman care a mai fost ecranizat în același an pentru cinematografe de către Warner Bros. și direct-pe-video (ca un mockbuster) de către The Asylum. A fost lansat ulterior și pe DVD.
În 1870, un antropolog din San Francisco este contactat de o moștenitoare tânără și bogată care își caută soțul, care a dispărut în Alaska într-o mină despre care se crede că este poarta de acces spre centrul Pământului.

## Prezentare
Moștenitoarea Martha Dennison (Victoria Pratt) îl caută pe profesorul Jonathan Brock (Rick Schroder) pentru a-l ajuta să-și găsească soțul, Edward, care a dispărut cu patru ani mai devreme într-o expediție către centrul Pământului. La început, Jonathan ezită să plece, în ciuda ofertei Marthei de a-l plăti bine, dându-i posibilitatea de a-și achita datoriile lăsate de tatăl său recent decedat, în timp ce nepotul său Abel este încântat de oportunitatea de a deveni jurnalist cu experiență. După ce a analizat notițele lui Edward, Jonathan este convins ca să meargă. Cei doi, împreună cu Abel, merg pe pământul proaspăt moștenit din Alaska pentru a aduna informații despre Edward și expediția sa și pentru a găsi un ghid rus, Serghei, care să-i ajute în căutarea soțului ei. Ei se zbat să cerceteze o mare cantitate de teren în doar 10 zile pe baza informațiilor recuperate de pe o hartă incompletă. Ei găsesc și intră într-o mină dintr-un vulcan, aventurându-se adânc spre centrul pământului. Pe parcurs descoperă mici semne ale expediției anterioare împreună cu scheletul lui Mihael, un prieten ca un frate al lui Serghei, și îl consideră un semn de rău augur a ceea ce va urma. Abel rămâne mereu în urmă deoarece documentează călătoria și descoperă un pasaj către un nou pământ ciudat.
Ei ajung într-o lume care, la început, pare asemănătoarea cu cea de la suprafață, cu excepția faptului că nu se întunecă niciodată, deși nu există soare, doar o pădure luxuriantă și o mare întinsă asemănătoare unui lac. În curând, ei întâlnesc multe creaturi preistorice și aventura începe cu adevărat. În timp ce Martha face baie și înoată puțin, este atacată de un fel de creatură marină, în același timp, Jonathan și Serghei găsesc niște bușteni care au fost tăiați clar de o persoană care folosește un topor pentru a face o plută pentru a traversa marea. Ei folosesc buștenii rămași și frânghia lor pentru a-și face o plută și observă câteva păsări asemănătoare dinozaurilor (Archaeopteryx) zburând deasupra capetelor lor, ca vulturii. Pe măsură ce unele dintre păsări îi atacă, observă un pliosaur foarte mare în apă îndreptându-se spre pluta lor. Jonathan sugerează să împuște păsările pentru a distrage atenția și a hrăni accidental reptilele marine periculoase și letale din apă.
Apoi, ei discută despre natura creaturilor pe care le-au întâlnit, observând că par să fi venit din diferite epoci de dezvoltare și că ar fi putut scăpa în această regiune pentru a supraviețui epocii glaciare și altor fenomene de extincție a dinozaurilor. Găsesc apoi o altă plută avariată, despre care se crede că este a lui Edward, și decid să facă tabără. În timp ce Abel merge singur să exploreze, Serghei îi dezvăluie lui Jonathan că nu a fost de acord cu Edward când a venit prima dată în Alaska, deoarece nu avea încredere în el și se învinovățește că nu l-a oprit pe Mihael să se alăture expediției care i-a dus moartea. Abel întâlnește două femei native în pădure.
În timp ce traversează un pod destul de bine construit, un grup de băștinași ostili îi înconjoară și îi aduc în satul lor pentru a se întâlni cu conducătorul lor, care este însuși Edward, care acționează destul de rece față de ei și îi obligă să se încline și să renunțe la armele lor, pentru a respecta un obicei nativ... Edward le spune că sătenii îl cred a fi un fel de zeu care le-a adus prosperitate și siguranță prin împărtășirea înțelepciunii sale, care sunt de fapt idei de supraviețuire indigenă pe care le-a obținut din studierea altor civilizații. Într-o discuție privată cu Edward, Martha recunoaște că se aștepta ca el să fie mai fericit să o vadă; apoi recunoaște că nu se așteptase niciodată ca ea să vină după el și că intenționează să rămână acolo unde are putere și influență în comparație cu lumea de sus unde a găsit puterea ei mai amenințătoare. Edward îi face un avans Marthei, dar ea îl respinge și el se duce la preoteasa satului pe care o consideră noua sa soție. În timp ce vorbesc, un grup de nativi își unesc forțele și eliberează câțiva prizonieri. Când Edward își părăsește cortul și îi găsește pe acești oameni, începe să tragă în ei și ucide un tânăr în fața tuturor celorlalți susținând că este un trădător. Martha îl plesnește, făcându-l să sângereze, plantând semințe de îndoială că ar fi un zeu; el explică apoi că liderul lor (care a scăpat cu ajutorul lui Jonathan) s-a îndoit de Edward de la început și a început o rezistență împotriva conducerii sale și că prezența renegaților a subminat puterea lui Edward și astfel rezistența trebuie distrusă. Martha explică că Edward a fost întotdeauna așa și că aroganța lui este cea care a atras-o la început.
Edward își pierde apoi puterea și influența asupra tribului, deoarece s-a descoperit că este un zeu fals și toți sătenii îl părăsesc. Apoi își lasă toate echipamentele în sat și afirmă că acum trebuie să plece și că pluta lor a fost distrusă, așa că trebuie să meargă printr-o trecere antică; între timp cei din rezistență sunt pe urmele lor pentru a-i opri. Când aceștia se apropie, Edward îi amenință cu dinamită pentru a-i alunga și când ajung în peșteră, vrea să declanșeze dinamita cu speranța că va sigila intrarea în peștera care duce la suprafață. Deoarece nu reușește s-o declanșeze, Edward părăsește peștera și trage cu arma în dinamită, sigilând intrarea, dar el rămâne afară cu cei care îi urmăreau. În peșteră, cei rămași se luptă apoi să treacă prin pasaje pline de apă care îi duc până la lacul de la suprafață, unde au găsit inițial intrarea în peșteră.
La suprafață, ei ridică un mic memorial lui Edward, care este presupus mort, și decid să țină secret existența lumii de dedesubt și să-și continue aventurile în Indiile de Est. Abel scrie apoi la sfârșitul jurnalului său că tot ceea ce a scris și desenat este doar o născocire a imaginației sale, astfel încât să discrediteze descoperirile lor.

## Distribuție
- Ricky Schroder - Jonathan Brock
- Victoria Pratt - Martha Dennison
- Peter Fonda - Edward Dennison
- Steven Grayhm - Abel Brock
- Mike Dopud - Sergei
- Elyse Levesque - Emily